# Hochintensiver fokussierter Ultraschall
Hochintensiver fokussierter Ultraschall (englisch high intensity focused ultrasound, HIFU) ist eine medizinische Anwendung von Ultraschall, bei der durch gezielte Bündelung der Schallwellen Gewebe erhitzt und zerstört wird. Dieses therapeutische Verfahren wird auch als Ultraschallablation, Magnetresonanz gesteuerte fokussierte Ultraschallchirurgie (MRgFUS) oder Pyrotherapie bezeichnet. Ein wichtiges Anwendungsfeld ist die Behandlung von Prostatakrebs. Zunehmende Bedeutung erlangt es bei der Therapie von Uterusmyomen und seit 2012 bei der Therapie der Adenomyose sowie der palliativen Behandlung von Knochenmetastasen. Die Nutzung bei einer Vielzahl anderer Erkrankungen (darunter Brustkrebs, Hirntumoren, Morbus Parkinson, Schlaganfall, Epilepsie) wurde in kleinen Studien erprobt.

## Entwicklung
Die ersten Untersuchungen über die nicht invasive Abtragung von Gewebe durch HIFU wurden von John G. Lynn und Kollegen 1942 publiziert. Weitere wichtige Arbeiten zu dieser Behandlungsmethode stammen aus den 1950er und 1960er Jahren von William und Francis Fry.
Anfangs wurde HIFU überwiegend bei Gehirntumoren verwendet. Frank Fry behandelte damit später Patienten mit Parkinsonsyndrom und anderen neurologischen Erkrankungen.
Die HIFU-Verwendung in der Neurochirurgie wurde in den 1950er und 1960er Jahren intensiv erforscht, allerdings waren die Möglichkeiten durch praktische und technologische Beschränkungen begrenzt. 1956 schlug Burov vor HIFU in der Krebsbehandlung zu verwenden.

## Funktionsweise
Beim HIFU-Verfahren werden Schallwellen mit Frequenzen im niedrigen Megahertz (MHz)-Bereich durch geeignete Krümmung des Transducers (Schallgebers) oder durch zeitversetzte Ansteuerung mehrerer kleiner Schallgeber in einem Fokus gebündelt, ähnlich wie ein Brennglas das Licht bündelt. Dieser Fokus befindet sich in einem Abstand von 1–20 cm vom Schallgeber. Die im Fokus entstehende Temperatur erreicht bis zu 90 °C. Bei dieser Temperatur wird das behandelte Gewebe zerstört. Aufgrund der ausgeprägten Bündelung der durch die Schallwellen übertragenen Energie bleibt jedoch das umliegende Gewebe intakt. Computersteuerung der Transducerposition hilft, das Risiko von Nebenwirkungen und Komplikationen zu reduzieren. Die Behandlung erfolgt in der Regel in Teilnarkose, auf Wunsch ist auch eine Vollnarkose möglich.

## Behandlung von Prostatakrebs mit HIFU
In der Regel wird HIFU bei der Behandlung von Prostatakrebs in frühen Stadien eingesetzt. In den Enddarm wird ein Schallkopf eingeführt. Die Kopplung des Schallgebers mit der Schleimhaut wird mithilfe einer aus Wasser oder Gel bestehenden Vorlaufstrecke erreicht. Das Wasser bzw. das Gel wird konstant auf 5 °C gekühlt, damit der Darm nicht durch auftretende Wärme verletzt werden kann. Nutzt man Wasser als Vorlauf, dann muss dies vollständig entgast sein, da sonst kleine Luftblasen den Schall streuen. Ein Computer bestimmt dreidimensional den Behandlungsbereich und markiert diesen auf dem Ultraschallbild.
HIFU wird meist mit der transurethralen Operation kombiniert. Indikationen für eine HIFU-Therapie sind lokal begrenzter Prostatakrebs; Umstände, die gegen eine Operation sprechen (Alter, Begleiterkrankungen usw.); grundsätzliche Ablehnung einer Operation/Strahlentherapie/Hormontherapie; PSA ≤ 20. HIFU kann ebenfalls angewandt werden, wenn ein Tumor in der Prostata erneut auftritt (lokales Rezidiv), oder als palliative Therapie bei fortgeschrittenen Tumorerkrankungen.

## Behandlungsversuche bei Prostatavergrößerung (BPH) mit HIFU
Versuche, HIFU vom Darm her (transrektal) auch bei gutartiger Prostatavergrößerung (BPH) anzuwenden, haben sich nicht bewährt.
Seit kurzem (Stand 2019) wird HIFU auch über einen Harnröhrenkatheter direkt von innerhalb der Prostata aus angeboten. Die Überwachung des vorher genau festgelegten Zielgebiets der Wirkung von HIFU erfolgt dabei durch Echtzeit-MRT. Die wissenschaftliche Grundlage für eine Anwendung dieses Verfahren bei Prostatavergrößerung (BPH) Ist jedoch noch (Stand 2019) vollkommen unzureichend. Es gibt auf diesem Gebiet zwar seit 2004 mehrere Publikationen zu vorklinischen Versuchen, jedoch nicht eine einzige klinische Studie.
In den USA ist, anders als in Europa, bislang (Stand 2019) noch nicht einmal das einzige bisher erhältliche technische Gerät für diese Methode zugelassen worden. In England hat das National Institute for Health and Care Excellence (NICE) in einer Stellungnahme von August 2018 die Methode ausdrücklich als „nicht empfohlen“ („not recommended“) eingestuft.

## Geschichte
Die HIFU-Therapie bei Prostatakrebs wurde erstmals 1993 in Frankreich durchgeführt. Seit 1996 ist die Methode auch in Deutschland verfügbar. Bis zum Juli 2009 wurden in 218 HIFU Zentren weltweit 20.000, in Deutschland 6150 Therapien vorgenommen.

## Hersteller von HIFU-Geräten
- Ablatherm Robotic HIFU wurde 1989 in Frankreich von Inserm (Französisches Nationales Institut der Medizinischen Forschung), dem Edouard-Herriot-Krankenhaus in Lyon und EDAP TMS entwickelt.
- Sonablate 500 wurde Anfang der 1990er Jahre für die Behandlung benigner Prostatahyperplasie (BPH) in den Vereinigten Staaten von Focus Surgery entwickelt und später zur Behandlung von Prostatakrebs modifiziert.
- Exablate One ist seit 2010 eine Weiterentwicklung des seit 2004 eingesetzten Exablate und soll ihm gegenüber den Vorteil des gezielteren Erreichens von schwer zugängigen Gewebsarealen haben. Entwickelt wurde das Gerät von der Firma InSightec und wird zur Behandlung von Myomen und bei Knochenmetastasen eingesetzt[22]
- Ulthera, entwickelt durch die Ulthera Inc. und vertrieben durch die Merz Pharma Gruppe, ist ein Gerät zur Durchführung von nicht-invasiver Gesichtsstraffung durch Ultraschall
- Sonalleve MR-HIFU wurde 2011 von Philips entwickelt und wird zur Behandlung von Uterusmyomen sowie zur Schmerztherapie bei Knochenmetastasen eingesetzt. Seit Juni 2017 wird Philips‘ MR-HIFU Geschäft (inklusive Sonelleve-System) von Profound Medical geführt.[23]
- TULSA-PRO wurde von Profound Medical entwickelt. Mit gerichtetem Ultraschall wird nach Firmenangaben eine Ablation von erkranktem Prostatagewebe ermöglicht, ohne Harnröhre und Rektum zu schädigen und die natürlichen Funktionsfähigkeiten der Prostata zu bewahren.[24] Die erste TULSA-PRO-Behandlung von Prostatakrebs wurde 2013 durchgeführt.